# Fredrik Kuoppa
John Fredrik Kuoppa (* 16. August 1971 in Sundsvall) ist ein früherer schwedischer Biathlet.
Fredrik Kuoppa ist Polizist. Er lebt und trainiert in Sundsvall. Der Biathlet von Sundsvall Biathlon begann 1986 mit seinem Sport. war seit den frühen 1990er Jahren im Biathlon-Weltcup aktiv. In Antholz gewann er 1993 schon früh in seiner Karriere als Zweitplatzierter eines Einzels fast sein erstes Weltcuprennen und musste sich nur Ulf Johansson geschlagen geben. Es war zugleich die beste Weltcup-Platzierung des Schweden, die er nur noch einmal, 1995 in Ruhpolding bei einem weiteren Einzel hinter Patrice Bailly-Salins erreichte. Erstes Großereignis wurden die Biathlon-Weltmeisterschaften 1993 in Borowez, bei denen er 69. im Sprint und 49. des Einzels wurde. Auch 1995 startete er bei der WM in Antholz. Mit Rang 37 im Einzel und Platz 20 im Sprint belegte er zwei seiner besten WM-Platzierungen. Im Staffelrennen wurde er mit Johansson, Mikael Löfgren und Jonas Eriksson Sechster. Nach nur wenigen Weltcuprennen konnte Kuoppa erneut Biathlon-Weltmeisterschaften 1996 in Ruhpolding antreten. Der Schwede belegte im Einzel den 69. Platz, wurde 57. im Sprint und mit Rickard Noberius, Tord Wiksten und Jonas Eriksson Neunter des Staffelrennens. Zwischen dieser und der nächsten WM in Osrblie nahm er an keinen Weltcup-Rennen teil und kam bei der WM auch nur zu einem Einsatz im Staffelrennen. Dort belegte er mit Löfgren, Noberius und Wiksten den elften Rang. Zum dritten Mal  in Folge war Kuoppa bei einer WM Schlussläufer der schwedischen Staffel. In der Olympiasaison 1997/98 konnte er sich wieder zurück ins schwedische Weltcupteam kämpfen. Höhepunkt seiner Karriere wurde die Teilnahme an den Olympischen Spielen von Nagano, bei denen er in drei Wettbewerben zum Einsatz kam. Im Einzel lief er auf den 39. Platz, wurde 21. des Sprints und mit Löfgren, Eriksson und Wiksten Zehnter im Staffelrennen. Auch in der nacholympischen Saison nahm er regelmäßig an Rennen des Weltcups teil. Zum Karriereende wurden für Kuoppa die Weltmeisterschaften 1999 in Kontiolahti. Zum Sprint trat er nicht an, im Staffelrennen wurde er mit Noberius, Matthias Nilssen und Wiksten Zehnter. Das Einzel wurde aus Witterungsgründen an den Holmenkollen nach Oslo verlegt, in diesem seinem letzten Rennen belegte der Schwede den 27. Platz.

## Platzierungen im Biathlon-Weltcup
Die Tabelle zeigt alle Platzierungen (je nach Austragungsjahr einschließlich Olympische Spiele und Weltmeisterschaften).
- 1.–3. Platz: Anzahl der Podiumsplatzierungen
- Top 10: Anzahl der Platzierungen unter den ersten zehn (einschließlich Podium)
- Punkteränge: Anzahl der Platzierungen innerhalb der Punkteränge (einschließlich Podium und Top 10)
- Starts: Anzahl gelaufener Rennen in der jeweiligen Disziplin

| Platzierung                                | Einzel | Sprint | Verfolgung | Massenstart | Team | Staffel | Gesamt |
| ------------------------------------------ | ------ | ------ | ---------- | ----------- | ---- | ------- | ------ |
| 1. Platz                                   |        |        |            |             |      |         |        |
| 2. Platz                                   | 2      |        |            |             |      |         | 2      |
| 3. Platz                                   |        | 1      |            |             |      |         | 1      |
| Top 10                                     | 2      | 3      |            |             |      | 5       | 10     |
| Punkteränge                                | 4      | 10     | 1          |             |      | 6       | 21     |
| Starts                                     | 14     | 23     | 5          |             |      | 6       | 48     |
| Stand: Daten möglicherweise nicht komplett |        |        |            |             |      |         |        |